# Allianz Stadion
Allianz Stadion este un stadion de fotbal din Viena, Austria, construit pe locul fostului stadion Gerhard Hanappi. Pe acest stadion își dispută Rapid Viena meciurile de pe teren propriu. În meciurile internaționale acesta poartă în continuare numele Weststadion, deoarece UEFA nu acceaptă stadioane cu contracte de sponsorizare. Demolarea fostei arene a început în octombrie 2014, iar construcția actualului stadion a început două luni mai târziu.
Inaugurarea stadionul a avut loc printr-un meci amical între Rapid Viena și Chelsea FC, câștigat de vienezi cu scorul de 2-0.

## Legături externe
- Site-ul oficial al stadionului